# サラブレッド大賞典 (金沢競馬)
サラブレッド大賞典（サラブレッドだいしょうてん）は、金沢競馬場で施行される地方競馬の重賞競走である。正式名称は「北陸四県畜産会長賞 サラブレッド大賞典」。

## 概要
1966年に創設されたサラブレッド系4歳（現3歳）の北陸所属馬限定の重賞競走。1990年から、この年の4月に開局したエフエム石川から優勝杯の提供を受け、名称が「エフエム石川賞 サラブレッド大賞典」が変更された。1993年からは金沢三冠競走の第2戦、2005年からは金沢三冠競走の最終戦として位置付けられている。2011年から2012年までは日本トーターが優勝杯の提供を行なっており、「日本トーター杯 サラブレッド大賞典」として施行された。
2004年度にアングロアラブの入厩頭数が減少により、2004年12月12日の北國アラブチャンピオンを最後に金沢競馬場で行われるアングロアラブ系の重賞競走は廃止されたが、名称は「エフエム石川賞 サラブレッド大賞典」のままであった。
2010年からは水沢競馬場で行われるダービーグランプリの全国指定競走に指定され、1着馬にダービーグランプリへの優先出走権が与えられる。
2017年から2023年まで行われた「3歳秋のチャンピオンシップ」シリーズで、カテゴリーC競走に指定されており、本競走とダービーグランプリともに優勝した馬の馬主にはボーナス賞金が贈られることとなっていた。
施行時期は創設当初は5月、1969年からは6月、1976年からは7月、1978年からは秋（9月 - 11月）に開催されている（間に1984年、1985年、1995年は12月に開催）。
施行距離は創設当初はダート1650m、1971年からはダート1800m、1973年からはダート1700m、1980年からはダート1900m、2012年からは現在のダート2000mで施行されている。

### 条件・賞金（2024年）
出走条件
サラブレッド系3歳、金沢所属。
負担重量
別定。56kg、牝馬2kg減に、編成馬中の番組賞金最下位の馬を基準に、番組賞金250万円毎に2kgを上限に1kg負担増となる。
賞金等
賞金額は1着300万円、2着96万円、3着48万円、4着36万円、5着30万円、着外5万円。

## 歴史
- 1966年 - 金沢競馬場のダート1650mのサラブレッド系4歳（現3歳）の北陸所属馬限定の重賞競走「サラブレッド大賞典」として創設。
- 1971年 - 施行距離をダート1800mに変更。
- 1973年 - 施行距離をダート1700mに変更。
- 1980年 - 施行距離をダート1900mに変更。
- 1990年 - エフエム石川から優勝杯の提供を受け、名称を「エフエム石川賞 サラブレッド大賞典」に変更。
- 1993年 - 金沢三冠競走に指定。
- 2001年 - 馬齢表示の国際基準への変更に伴い、出走条件を「サラブレッド系4歳の北陸所属馬」から「サラブレッド系3歳の北陸所属馬」に変更。
- 2008年 - ノーブルシーズが1996年のプライムキング以来、12年ぶりの史上2頭目の金沢三冠を達成。
- 2010年 - ダービーグランプリの全国指定競走に指定、1着馬にダービーグランプリへの優先出走権が付与される様になる。
- 2011年 - 優勝杯の提供がエフエム石川から日本トーターに変更。名称が「日本トーター杯 サラブレッド大賞典」に変更された。
- 2012年 - 施行距離を現在のダート2000mに変更。負担重量を定量に変更。
- 2013年 - 競走名を「北陸四県畜産会長賞 サラブレッド大賞典」に変更。
- 2021年 - 競走名が「サラブレッド大賞典」となる。
- 2022年 - 競走名が「北陸四県畜産会長賞 サラブレッド大賞典」に戻る。

### 歴代優勝馬
| 回数   | 施行日         | 距離  | 優勝馬             | 性齢 | 所属 | タイム | 優勝騎手   | 管理調教師 |
| ------ | -------------- | ----- | ------------------ | ---- | ---- | ------ | ---------- | ---------- |
| 第1回  | 1966年5月29日  | 1650m | ミスタデ           | 牝4  | 金沢 | 1:53.3 | 飯沼三郎   |            |
| 第2回  | 1967年5月14日  | 1650m | サンフオレツト     | 牡4  | 金沢 | 1:50.4 | 田村由起男 |            |
| 第3回  | 1968年5月19日  | 1650m | ナスノカザン       | 牡4  | 金沢 | 1:49.1 | 奥平一     |            |
| 第4回  | 1969年6月15日  | 1650m | スーパーテツクス   | 牡4  | 金沢 | 1:52.1 | 田嶋弘     |            |
| 第5回  | 1970年6月14日  | 1650m | サツマスター       | 牝4  | 金沢 | 1:51.2 | 松田国光   |            |
| 第6回  | 1971年6月13日  | 1800m | シンボルチカラ     | 牡4  | 金沢 | 2:03.3 | 松田国光   |            |
| 第7回  | 1972年6月25日  | 1800m | ナスノカザン       | 牡4  | 金沢 | 2:00.6 | 蝦名弘     | 松田初市   |
| 第8回  | 1973年6月17日  | 1700m | シプリオーザオー   | 牡4  | 金沢 | 1:52.0 | 蝦名弘     | 近藤襄     |
| 第9回  | 1974年6月16日  | 1700m | キリーゴールド     | 牡4  | 金沢 | 1:51.9 | 吉井敏男   | 四ツ谷     |
| 第10回 | 1975年6月15日  | 1700m | カーネルテンザン   | 牡4  | 金沢 | 1:51.3 | 松田村雄   | 松田初市   |
| 第11回 | 1976年7月11日  | 1700m | オサイチアサテル   | 牡4  | 金沢 | 1:49.1 | 岩切敏男   | 石本忠見   |
| 第12回 | 1977年7月10日  | 1700m | ハリーケンボーイ   | 牡4  | 金沢 | 1:50.6 | 米田謹二   | 米田清七   |
| 第13回 | 1978年11月12日 | 1700m | レークボンド       | 牡4  | 金沢 | 1:49.4 | 米田謹二   | 米田清七   |
| 第14回 | 1979年11月25日 | 1700m | ムツミフアイト     | 牡4  | 金沢 | 1:48.1 | 清水博昭   | 宗綱貢     |
| 第15回 | 1980年11月23日 | 1900m | ムーンランバー     | 牡4  | 金沢 | 2:04.6 | 寺田茂     | 山元       |
| 第16回 | 1981年11月22日 | 1900m | ジエイムズ         | 牡4  | 金沢 | 2:02.5 | 寺田茂     | 山元       |
| 第17回 | 1982年11月21日 | 1900m | ヘイラク           | 牡4  | 金沢 | 2:03.9 | 本忠司     | 伊勢晃二   |
| 第18回 | 1983年11月20日 | 1900m | クロダブシニセイ   | 牡4  | 金沢 | 2:04.1 | 大瀬戸豊   | 黒澤四郎   |
| 第19回 | 1984年12月2日  | 1900m | ダイナミツクソール | 牡4  | 金沢 | 2:03.6 | 大瀬戸豊   | 藤木一男   |
| 第20回 | 1985年12月1日  | 1900m | サンダイオー       | 牡4  | 金沢 | 2:06.1 | 山中利夫   | 宗綱貢     |
| 第21回 | 1986年10月26日 | 1900m | クニタチノハナ     | 牝4  | 金沢 | 2:06.1 | 桑野等     | 巻田豊吉   |
| 第22回 | 1987年10月11日 | 1900m | ビービーリドン     | 牡4  | 金沢 | 2:07.3 | 古性秀之   | 鷹尾二郎   |
| 第23回 | 1988年10月23日 | 1900m | フアインオー       | 牡4  | 金沢 | 2:05.4 | 中川雅之   | 桑野進     |
| 第24回 | 1989年10月22日 | 1900m | サニーボールド     | 牡4  | 金沢 | 2:07.2 | 平床良博   | 飯沼三郎   |
| 第25回 | 1990年11月11日 | 1900m | クインサンシー     | 牝4  | 金沢 | 2:06.4 | 吉井敏雄   | 山田桓祝   |
| 第26回 | 1991年11月24日 | 1900m | サリュウスキー     | 牡4  | 金沢 | 2:05.9 | 大瀬戸豊   | 勝田穂     |
| 第27回 | 1992年11月22日 | 1900m | オヤベエース       | 牡4  | 金沢 | 2:03.0 | 平床良博   | 喜多壽     |
| 第28回 | 1993年11月21日 | 1900m | エビスライトオー   | 牡4  | 金沢 | 2:06.3 | 越野亨     | 黒澤四郎   |
| 第29回 | 1994年11月20日 | 1900m | タテヤマテイオー   | 牡4  | 金沢 | 2:05.4 | 蔵重浩一郎 | 黒澤四郎   |
| 第30回 | 1995年12月10日 | 1900m | ブラックジングウ   | 牡4  | 金沢 | 2:06.4 | 桑野等     | 青山義明   |
| 第31回 | 1996年9月8日   | 1900m | プライムキング     | 牡4  | 金沢 | 2:06.9 | 山下誠     | 今井光三   |
| 第32回 | 1997年10月26日 | 1900m | フジノジーニャス   | 牡4  | 金沢 | 2:06.7 | 山中利夫   | 寺田茂     |
| 第33回 | 1998年10月25日 | 1900m | リードジャイアンツ | 牡4  | 金沢 | 2:04.9 | 江下英昭   | 黒澤四郎   |
| 第34回 | 1999年10月24日 | 1900m | ノーザングレー     | 牝4  | 金沢 | 2:03.8 | 蔵重浩一郎 | 蝦名弘     |
| 第35回 | 2000年10月22日 | 1900m | シャムスン         | 牡4  | 金沢 | 2:05.4 | 渡辺壮     | 南明造     |
| 第36回 | 2001年10月21日 | 1900m | レオスティーク     | 牡3  | 金沢 | 2:04.0 | 渡辺壮     | 平床良博   |
| 第37回 | 2002年10月27日 | 1900m | トゥインチアズ     | 牝3  | 金沢 | 2:05.8 | 蔵重浩一郎 | 松野勝己   |
| 第38回 | 2003年10月26日 | 1900m | ツルギデンカ       | 牡3  | 金沢 | 2:05.9 | 米倉知     | 小原典夫   |
| 第39回 | 2004年10月24日 | 1900m | センジュチカラ     | 牡3  | 金沢 | 2:05.4 | 平瀬城久   | 南一吉     |
| 第40回 | 2005年10月16日 | 1900m | キクノサンデー     | 牡3  | 金沢 | 2:05.9 | 平瀬城久   | 黒木豊     |
| 第41回 | 2006年10月18日 | 1900m | チヨノドラゴン     | 牝3  | 金沢 | 2:05.7 | 中川雅之   | 鈴木正也   |
| 第42回 | 2007年10月14日 | 1900m | ミカワノボス       | 牡3  | 金沢 | 2:06.6 | 吉田晃浩   | 佐藤茂     |
| 第43回 | 2008年10月12日 | 1900m | ノーブルシーズ     | 牡3  | 金沢 | 2:05.7 | 中川雅之   | 松野勝己   |
| 第44回 | 2009年10月11日 | 1900m | セイリュウザクラ   | 牡3  | 金沢 | 2:05.5 | 平瀬城久   | 赤間亨     |
| 第45回 | 2010年10月10日 | 1900m | ナムラアンカー     | 牡3  | 金沢 | 2:01.8 | 葛山晃平   | 菅原欣也   |
| 第46回 | 2011年10月25日 | 1900m | ナムラダイキチ     | 牡3  | 金沢 | 2:04.0 | 中川雅之   | 藤木一男   |
| 第47回 | 2012年10月21日 | 2000m | アルドラ           | 牝3  | 金沢 | 2:11.8 | 米倉知     | 高橋俊之   |
| 第48回 | 2013年10月13日 | 2000m | ポセイドン         | 牡3  | 金沢 | 2:12.1 | 吉田晃浩   | 鋤田誠二   |
| 第49回 | 2014年9月14日  | 2000m | ケージーキンカメ   | 牡3  | 金沢 | 2:12.0 | 平瀬城久   | 鈴木正也   |
| 第50回 | 2015年9月13日  | 2000m | ライブザドリーム   | 牝3  | 金沢 | 2:13.3 | 鈴木太一   | 中川雅之   |
| 第51回 | 2016年9月11日  | 2000m | スマイリーキュート | 牝3  | 金沢 | 2:15.3 | 桑野等     | 鈴木長次   |
| 第52回 | 2017年9月10日  | 2000m | ヤマミダンス       | 牝3  | 金沢 | 2:11.7 | 藤田弘治   | 中川雅之   |
| 第53回 | 2018年9月2日   | 2000m | アルファーティハ   | 牡3  | 金沢 | 2:13.8 | 中島龍也   | 金田一昌   |
| 第54回 | 2019年9月8日   | 2000m | タンクティーエー   | 牡3  | 金沢 | 2:12.8 | 藤田弘治   | 高橋俊之   |
| 第55回 | 2020年9月6日   | 2000m | カガノホマレ       | 牡3  | 金沢 | 2:11.3 | 吉原寛人   | 菅原欣也   |
| 第56回 | 2021年8月15日  | 2000m | ベニスビーチ       | 牝3  | 金沢 | 2:11.0 | 吉原寛人   | 中川雅之   |
| 第57回 | 2022年9月4日   | 2000m | スターフジサン     | 牝3  | 金沢 | 2:10.6 | 吉原寛人   | 加藤和義   |
| 第58回 | 2023年9月3日   | 2000m | ダイヤモンドライン | 牝3  | 金沢 | 2:10.8 | 栗原大河   | 佐藤茂     |
| 第59回 | 2024年10月5日  | 2000m | ナミダノキス       | 牡3  | 金沢 | 2:07.4 | 柴田勇真   | 金田一昌   |

※馬齢は2000年以前については旧表記を用いる。

### 各回競走結果の出典
- サラブレッド大賞典 歴代優勝馬 - 地方競馬全国協会
- JBISサーチ
  - 2022年、2024年